# Horia Toboc
Horia Toboc (n. 7 februarie 1955, Ianca, România) este un fost atlet român specializat în probele de 400 m plat și 400 m garduri.

## Carieră
Atletul este multiplu campion național și balcanic la 400 m plat și 400 m garduri. La Campionatul European din 1978 s-a clasat pe locul opt la 400 m garduri. În anul 1979 a cucerit medalia de bronz la Campionatul European în sală de la Viena la 400 m. În sezonul în aer liber a ocupat locul cinci la Universiada de la Ciudad de México.
La Campionatul European în sală din 1980 el a obținut locul patru. În același an a participat la Jocurile Olimpice. La Moscova a ocupat locul șase la proba de 400 m garduri. A participat și la Universiada din 1981, la București, și la Campionatul European din 1982 dar nu a ajuns în finală.
După retragerea sa Horia Toboc a fost antrenor și șeful secției de atletism de la clubul Steaua București. Fiul său Valentin Toboc a devenit săritor în lungime.
În 2004 el a primit Medalia „Meritul Sportiv” clasa I.

## Realizări
| An   | Competiție                   | Locație                    | Loc | Eveniment     | Note  |
| ---- | ---------------------------- | -------------------------- | --- | ------------- | ----- |
| 1977 | Universiada                  | Sofia, Bulgaria            | 20  | 400 m         |       |
| 1977 | Universiada                  | Sofia, Bulgaria            | 14  | 400 m garduri | 51,62 |
| 1978 | Campionatul European         | Praga, Cehoslovacia        | 8   | 400 m garduri | 50,46 |
| 1979 | Campionatul European în sală | Viena, Austria             | 3   | 400 m         | 46,86 |
| 1979 | Universiada                  | Ciudad de México, Mexic    | 5   | 400 m         | 46,56 |
| 1979 | Universiada                  | Ciudad de México, Mexic    | 14  | 400 m garduri |       |
| 1980 | Campionatul European în sală | Sindelfingen, Germania     | 4   | 400 m         | 46,95 |
| 1980 | Jocurile Olimpice            | Moscova, Uniunea Sovietică | 44  | 400 m         | 49,90 |
| 1980 | Jocurile Olimpice            | Moscova, Uniunea Sovietică | 6   | 400 m garduri | 49,84 |
| 1981 | Universiada                  | București, România         | 21  | 400 m         | 48,41 |
| 1982 | Campionatul European         | Atena, Grecia              | 20  | 400 m garduri | 51,65 |

## Recorduri personale
| Probă         | Performanță | Dată              | Locație          |
| ------------- | ----------- | ----------------- | ---------------- |
| 400 m         | 45,87 s     | 9 septembrie 1979 | Ciudad de México |
| 400 m garduri | 49,64 s     | 5 iunie 1980      | Stuttgart        |
| 400 m în sală | 46,86 s     | 25 februarie 1979 | Viena            |